# Guillermo I de Sicilia
Guillermo I de Sicilia (Palermo o Monreale,  - Palermo, 7 de mayo de 1166), rey de Sicilia, hijo del rey Roger II y de Elvira de León, nieto de Alfonso VI de León. Era apodado Guillermo el Malo, debido a cómo relataron las crónicas de Hugo Falcandus su reinado. 
Con un carácter menos enérgico que su padre, quien gobernó realmente al principio del reinado fue Maio de Bari, con el título de ammiratus ammiratorum, que sustituyó a Thomas Burn. Excluyó a la nobleza de la administración y trató de recortar la libertad de que gozaban las ciudades. 

El sur de Italia en el 1156, con los territorios de Guillermo.

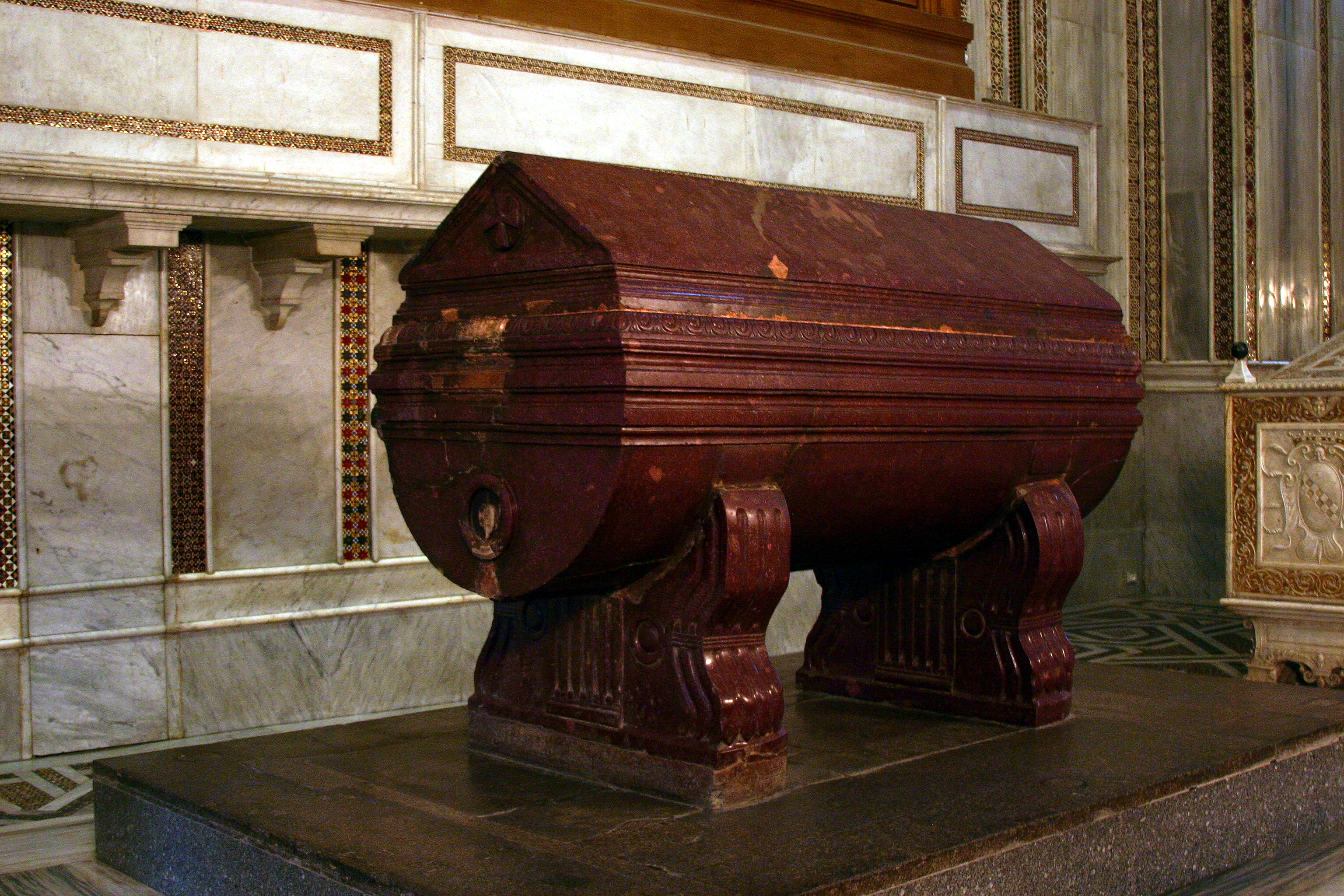
Tumba de Guillermo I de Sicilia.

El papa Adriano IV movilizó a los nobles en su contra. Se apoyaba en que la autoridad de Guillermo no había sido reconocida por el emperador bizantino, Manuel I Comneno ni por el del Sacro Imperio Romano Germánico, Federico I Barbarroja. 
En 1155, tropas griegas ocuparon Bari y comenzaron a sitiar Brindisi. Guillermo, sin embargo, no estaba desprovisto de fuerza militar. A la llegada a Italia, destruyó a la flota y al ejército griegos en el sitio de Brindisi el 28 de mayo de 1156 y recuperó Bari. Adriano debió pactar en Benevento el Tratado de Benevento el 18 de junio de 1156, confirmando a Guillermo como rey legítimo, y en 1158 se firmó la paz con los griegos. 
Estos éxitos diplomáticos fueron probablemente debidos a Maio; por otra parte, los dominios africanos se perdieron en favor de los almohades (1156-1160), y es posible que fuera una táctica de abandono debido a los peligros que acechaban al reino por el norte. La política de Maio condujo a una conspiración general, y en noviembre de 1160 fue asesinado por Matteo Bonello, líder de los nobles sicilianos. Durante algún tiempo el rey estuvo en manos de los conspiradores, que tramaban asesinarlo o deponerlo, pero Guillermo contaba con el soporte de la población general y del ejército, que se reunieron en torno a su defensa. Así, en una corta campaña, redujo a los sublevados. Liberado de las presiones, Guillermo confió el gobierno a los hombres que se habían formado en la escuela de Maio, creando un triunvirato con el protonotario, Mateo de Ajello, el conde Silvestre de Marsico y el arzobispo de Mesina, Ricardo Palmer. 
Murió el 7 de mayo de 1166 y fue enterrado en la catedral de Monreale. Con su esposa, Margarita de Navarra, tuvo cuatro hijos : 
- Roger IV, duque de Apulia (1152-1161)
- Roberto III, príncipe de Capua (1153-1158)
- Guillermo II de Sicilia, su sucesor en el Reino de Sicilia (1155-1189)
- Enrique, príncipe de Capua (1158-1172)